# Victor Bridges
Pour les articles homonymes, voir Bridges.
Victor Bridges, pseudonyme de Victor George de Freyne (parfois orthographié DeFreyne), né le 14 mars 1878 à Clifton, Bristol, et mort le 29 novembre 1972, est un poète, un dramaturge et un auteur britannique de littérature populaire.

## Biographie
Issu d’une vieille famille irlandaise, il naît dans un milieu aisé et fait ses études dans un établissement privé du Hertford. Il occupe ensuite un poste dans une banque et tente sa chance comme acteur de théâtre classique avant de se consacrer uniquement à l’écriture.
Il amorce sa carrière littéraire en publiant des nouvelles de divers genres populaires dans des pulps britanniques. Sa première nouvelle, The First Marathon (1909), est un récit d’aventures assez léger se déroulant à l’époque préhistorique. Il s’essaie avec succès au roman en 1913 avec Pile ou Face et Another Man’s Shoes, deux récits policiers ayant paru précédemment en feuilleton dans des magazines. Il publiera, jusqu’en 1961, une trentaine de titres abordant également les genres du roman d’aventures et du roman d’espionnage.
En 1920, il épouse Margaret Lindsay Mackay. Il donne pendant cette décennie quelques pièces de théâtre et publie également deux recueils de poésie.
Certaines de ses œuvres ont été adaptées au cinéma à l'époque du muet.

## Œuvre

### Roman
- The Man from Nowhere (1913) Publié en français sous le titre Pile ou Face, Paris, Librairie des Champs-Élysées, Le Masque no 102, 1932
- Another Man’s Shoes (1913)
- Jetsam (1914)
- Mr. Lyndon at Liberty ou A Rogue by Compulsion: an Affair of the Secret Service (1915)
- The Lady from Long Acre (1918)
- Greensea Island: a Mystery of the Essex Coast (1922)
- The Red Lodge: a Mystery of Campden Hill (1924)
- The Backsliders (1925), en collaboration avec Edgar Jepson
- The Girl in Black (1926)
- The Secret of the Creek (1930) Publié en français sous le titre Le Secret de la falaise, Paris, La Renaissance du livre, coll.Le Disque rouge, 1933
- The King Comes Back  (1930)
- Three Blind Mice: an Adventure in the Essex Marshes ou I Did Not Kill Osborne: An Adventure in the Essex Marshes (1933)
- The Happy Murderers: an Adventure on the Suffolk Coast (1934)
- Peter in Peril (1935)
- Blue Silver (1936)
- It Happened in Essex (1938)
- The Seven Stars (1939)
- Dusky Night (1940)
- The House on the Saltings (1941)
- The Man Who Butted In (1942)
- The Gulls Fly Low  (1943)
- It Never Rains (1944)
- Trouble on the Thames (1945)
- The Man Who Limped (1947)
- Accidents Will Happen (1948)
- Quite Like Old Days (1949)
- The Tenth Commandment (1951)
- We Don't Want to Lose You (1952)
- All Very Irregular (1953)
- The Man Who Vanished (1954)
- The Secret on the Saltings (1941)
- What The Doctor Ordered (1956)
- Exit Mr. Marlowe (1957)
- The Creaking Gate (1958)
- Secrecy Essential (1959)
- The Girl from Belfast (1961)

### Nouvelles

#### Recueil de nouvelles
- The Cruise of the “Scandal”, and Other Stories (1920)

#### Nouvelles isolées
- The First Marathon (1909)
- The Scene Painter’s Fling (1911)
- The Strange Adventure of Mr. Bates (1912)
- The Cruise of the “Scandal” (1913)
- The Six Beans (1915)
- John Martin Makes His Escape (1915)
- A Good Loser (1915)
- Beginner’s Luck (1915)
- His Reverence (1916)
- White Violets (1957)

### Théâtre
- Another Pair of Spectacles: a Farce in One Act (1923)
- Deadman’s Pool: a Play in One Act (1929)
- The Green Monkey: a Comedy (1929)

### Poésie
- A Handful of Verses (1924)
- Edward Fitzgerald and Other Verses (1932)

### Autres publications
- Camping Out: For Boy Scouts and Others (1912)

## Sources
- Jacques Baudou et Jean-Jacques Schleret, Le Vrai Visage du Masque, vol. 1, Paris, Futuropolis, 1984, 476 p. (OCLC 311506692), p. 80.